# Павезе
 Тази статия е за вида щит.  За италианския писател вижте Чезаре Павезе.  
Павезе (от името на италианския град Павия) се наричат щитовете, използвани от арбалетчиците, стрелците с лък, а по-късно и от стрелците с ранните огнестрелни оръжия.
От арбалетчиците певезе се е използвал за прикритие по време на прицелването и стрелбата и по време за запъването/зареждането на арбалета. Прикрит зад своя павезе и опрял арбалета в горния му ръб, абралетчикът е можел да се прицелва на спокойствие.

## Устройство
Повечето павезе са имали правоъгълна или слабо трапецивидна форма. Един типичен малък павезе има следните размери: височина 110 см, широчина 45 см. В долния си край щитът е можело да бъде и по-тесен. Често в долния край на щита е имало обкантване с желязна лента и 2-3 шипа, чрез които щитът е можел да бъде забит в земята и да остане изправен. По-големите павезе имали 2 крака на шарнир в горния край, които служели за по-устойчивата им опора. Големите щитове павезе достигали до 2 метра височина и 1 метър широчина и дори имали амбразури за стрелба.
Отзад щитът имал и ръкохватки за носене, също и ремък за носене през рамо. Хоризонтално през средата на щита преминава вълнообразна извивка /ребро/, което усилва здравината му.
Павезе са се изработвали от няколко слоя слепени тънки дъсчици от иглолистен материал. Предната част се покривала с грундирано ленено платно. Щитовете били пъстро изрисувани – обикновено с гербове или изображения на светци, обиколени с ленти с различни надписи. Задната част на щита се покривала с опъната свинска кожа, но се използвала и всяка друга здрава кожа. Щитовете павезе били леки, но въпреки това издържали на ударите на стрелите и арбалетните болтове.

## Употреба
Щитовете павезе са се използвали главно по два начина: носени с ремъка на гръб – когато стрелците са се привижвали и когато са били забивани в земята – при обсада или когато се е отблъсквало кавалерийско нападение. Павезе са били от голяма полза при обсадата или атаката на укрепени места.